# Segundo Villadóniga
Segundo Villadóniga (6 listopada 1915 – 26 października 2006) – piłkarz urugwajski, napastnik.
Urodzony w Montevideo Villadóniga razem z klubem CA Peñarol zdobył trzy tytuły mistrza Urugwaju – w 1935, 1936 i 1937 roku.
Jako piłkarz Peñarolu wziął udział w turnieju Copa América 1937, gdzie Urugwaj zajął czwarte miejsce. Villadóniga zagrał w czterech meczach – z Paragwajem, Chile, Brazylią (zdobył bramkę) i Argentyną (w 75 minucie zmienił go Ulises Borges).
Villadóniga po zakończonym turnieju przeniósł się w 1938 roku do Brazylii, gdzie grał w barwach klubu CR Vasco da Gama. W 1942 przeszedł do klubu SE Palmeiras, z którym dwukrotnie zdobył mistrzostwo stanu São Paulo – w 1942 i 1944 roku. W klubie Palmeiras, w którym grał do 1946 roku, rozegrał łącznie 134 mecze (79 zwycięstw, 27 remisów) i strzelił 50 goli.
Villadóniga od 20 września 1936 roku do 11 listopada 1937 roku rozegrał w reprezentacji Urugwaju 6 meczów i zdobył 1 bramkę.